# Храм Різдва Пресвятої Богородиці «Монастирок» (Херсон)
Храм Різдва Пресвятої Богородиці «Монастирок» (Херсон) — українська православна церква у Херсоні на вулиці Богородицькій, 27. Пам'ятка архітектури національного значення XVIII століття, охоронний номер 1627.

### Інтер'єр

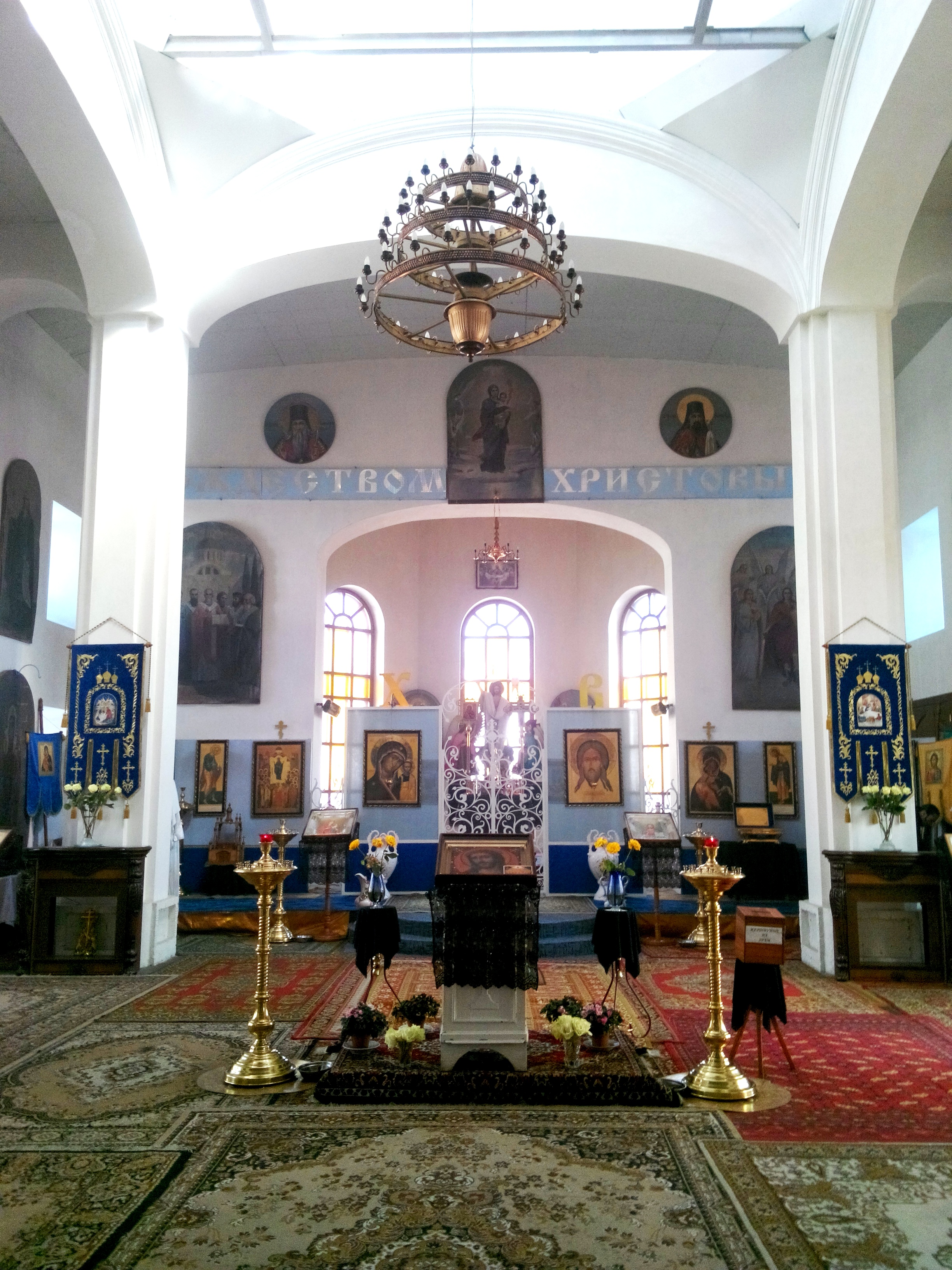
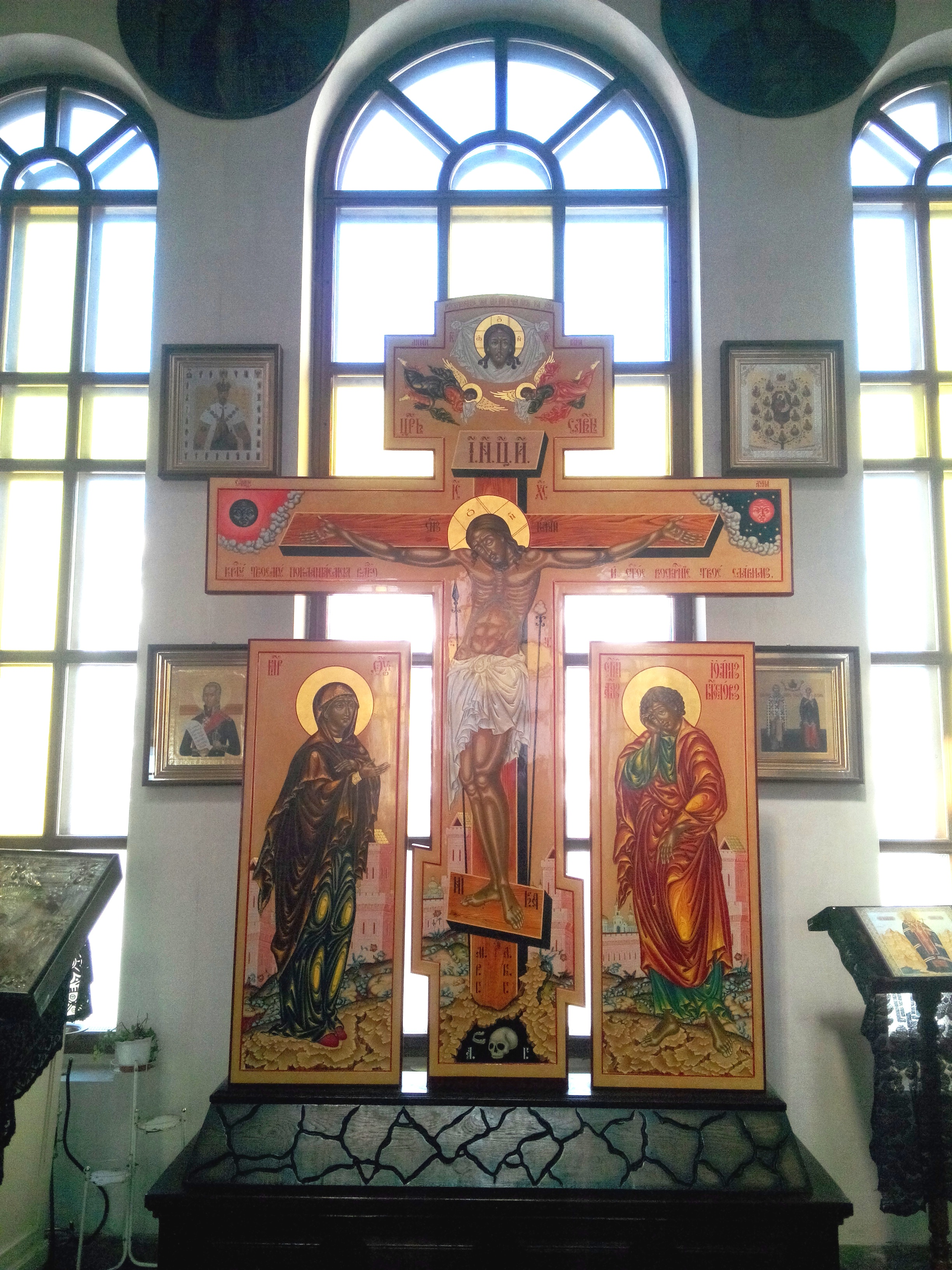
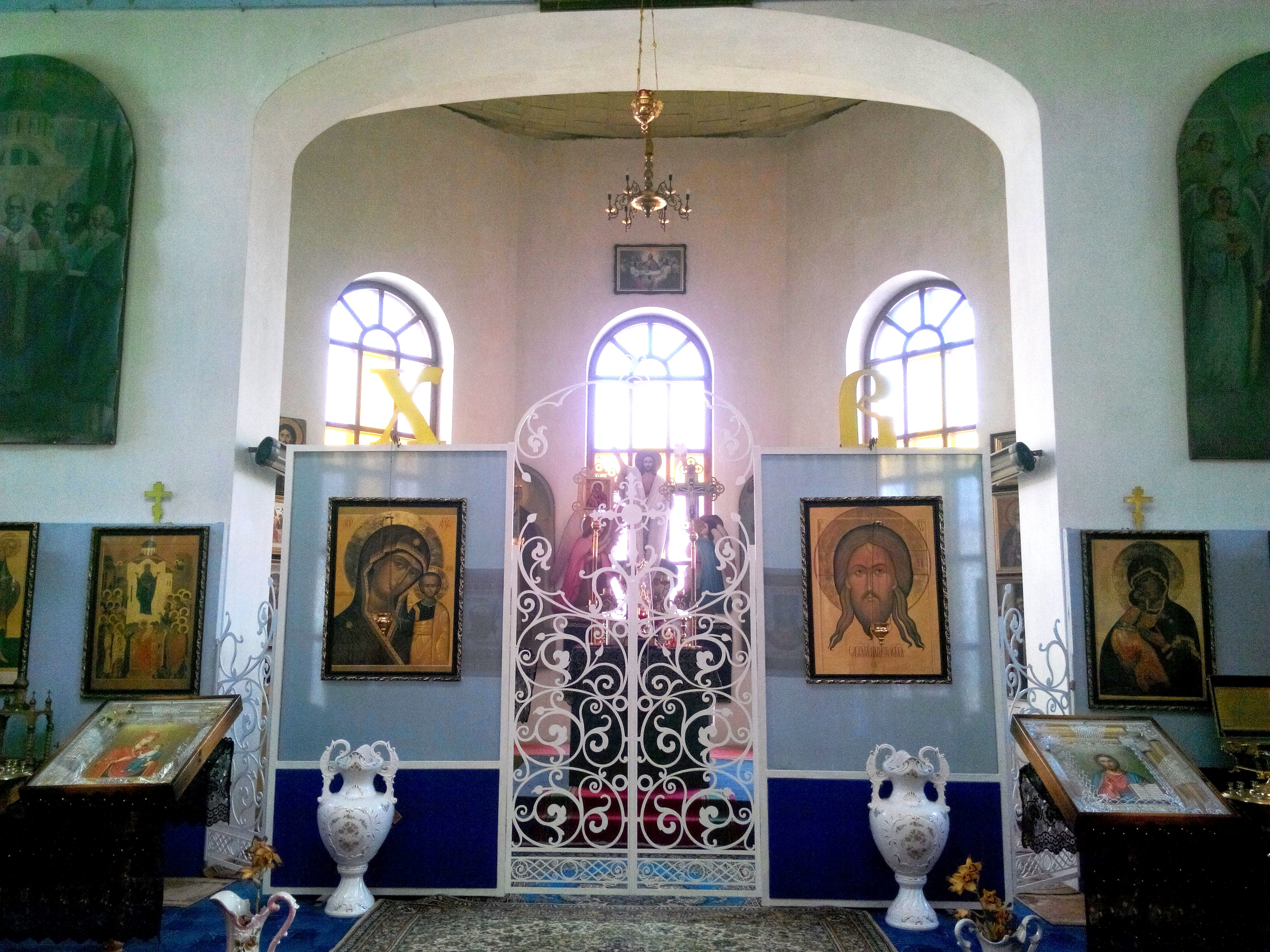

## Заснування

1930 року дзвіницю розібрали

На плані Херсонської губернії 1792 року будівля значилась як купецький склад, спорожнілий після заснування Одеси. У 1799 році троє ченців — старовірів Корсунського монастиря — освятили церкву в ім'я Пресвятої Богородиці. Саме на честь цієї церкви названа вулиця, яка після революції 1917 року перейменована у Червонофлотську.
18 червня 1799 року архієпископом Новоросійським і Дніпровським Гавриїлом, за клопотанням ігумена Корсунського монастиря Іоасафа, дано дозвіл на пристрій церкви у цій будівлі та зарахування її до монастиря. У великих підвалах ченці облаштували монастирські келії, в яких жили постійно чи проїздом монахи, збираючи пожертви на свій монастир. Від цього і пішла назва церкви «Монастирок». Храм був духовно-просвітницьким центром для вихованців жіночої гімназії, розташованої навпроти.
У 1818 році церкву розширили, прибудували триярусну дзвіницю (дерев'яну, на кам'яному першому ярусі) та дерев'яний барабан з куполом. У 1885 році дзвіниця перебудована у кам'яну.
Церква функціонувала до лютого 1930 року, згодом купол зняли, дзвіницю розібрали, за постановою Херсонської міської ради, закрили та передали восьмій трудовій школі (нині школа № 34) під спортивний зал та навчальні майстерні.
Довгий час у будівлі розміщувався спортивний клуб «Ринг» асоціації «Гарт».
У січні 2000 року відповідно до рішення Херсонської міської ради приміщення повернули церкві. 27 лютого 2000 року тут відбулося перше богослужіння.
Будівля побудована у стилі класицизму, прямокутна у плані, кам'яна.
Настоятель храму — протоієрей Радченко Віктор Сергійович, у 2012 році за заслуги перед Святою Церквою та у зв'язку з 65-річчям, удостоєний церковної нагороди, яку йому вручив Архієпископ Іоанн.

## «Монастирок» у мистецтві
У 2005 році художник Олександр Бережний почав створювати серію «Херсонські акварелі», до якої ввійшли 300 пейзажів старого Херсона. У 2007 році виданий перший в історії міста художній альбом «Акварели Александра Бережного: Херсон глазами художника», до якого увійшла картина, на якій зображена вулиця Червонофлотська, 25 та «Монастирок».

### Зовнішній вигляд

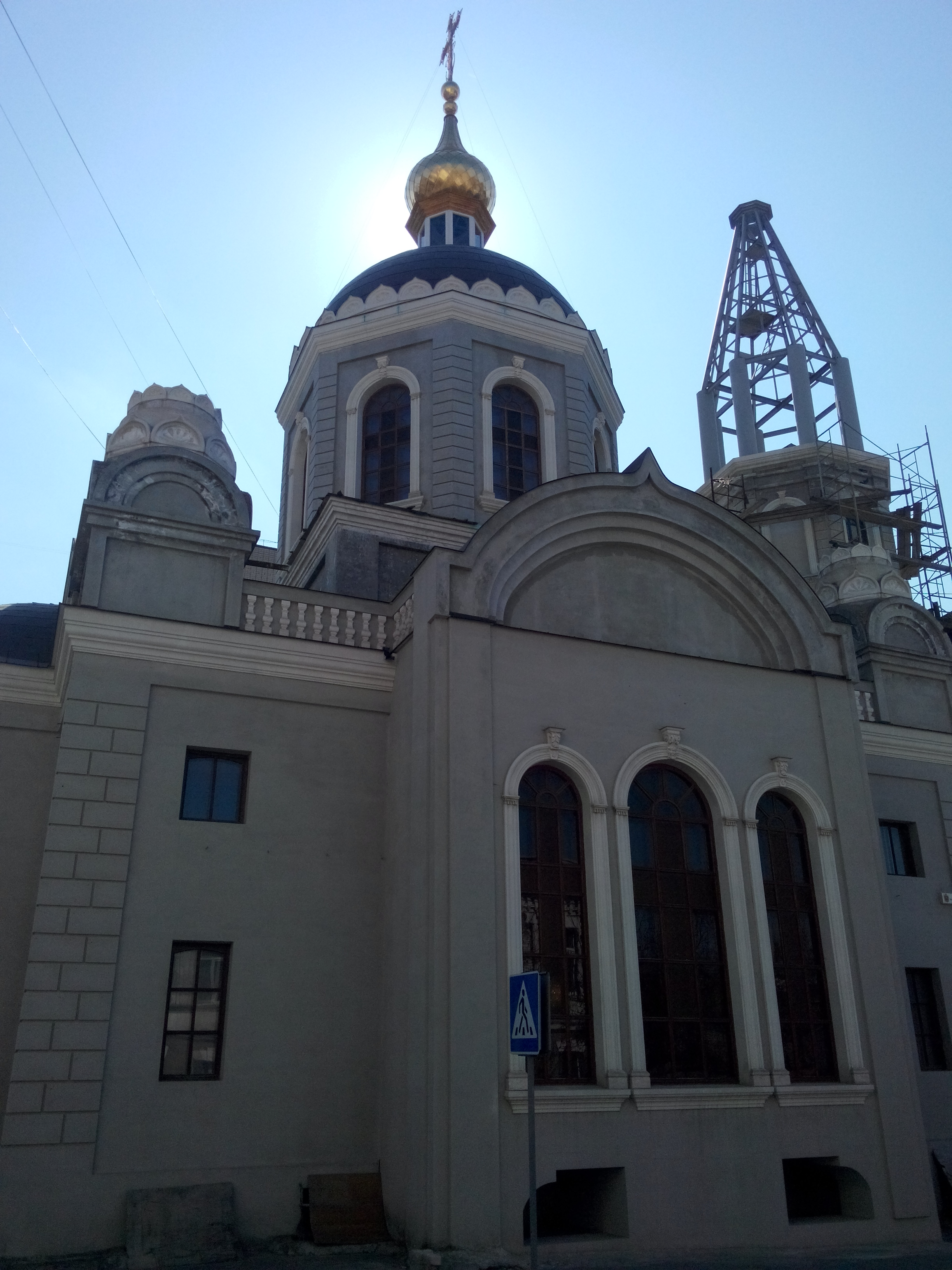
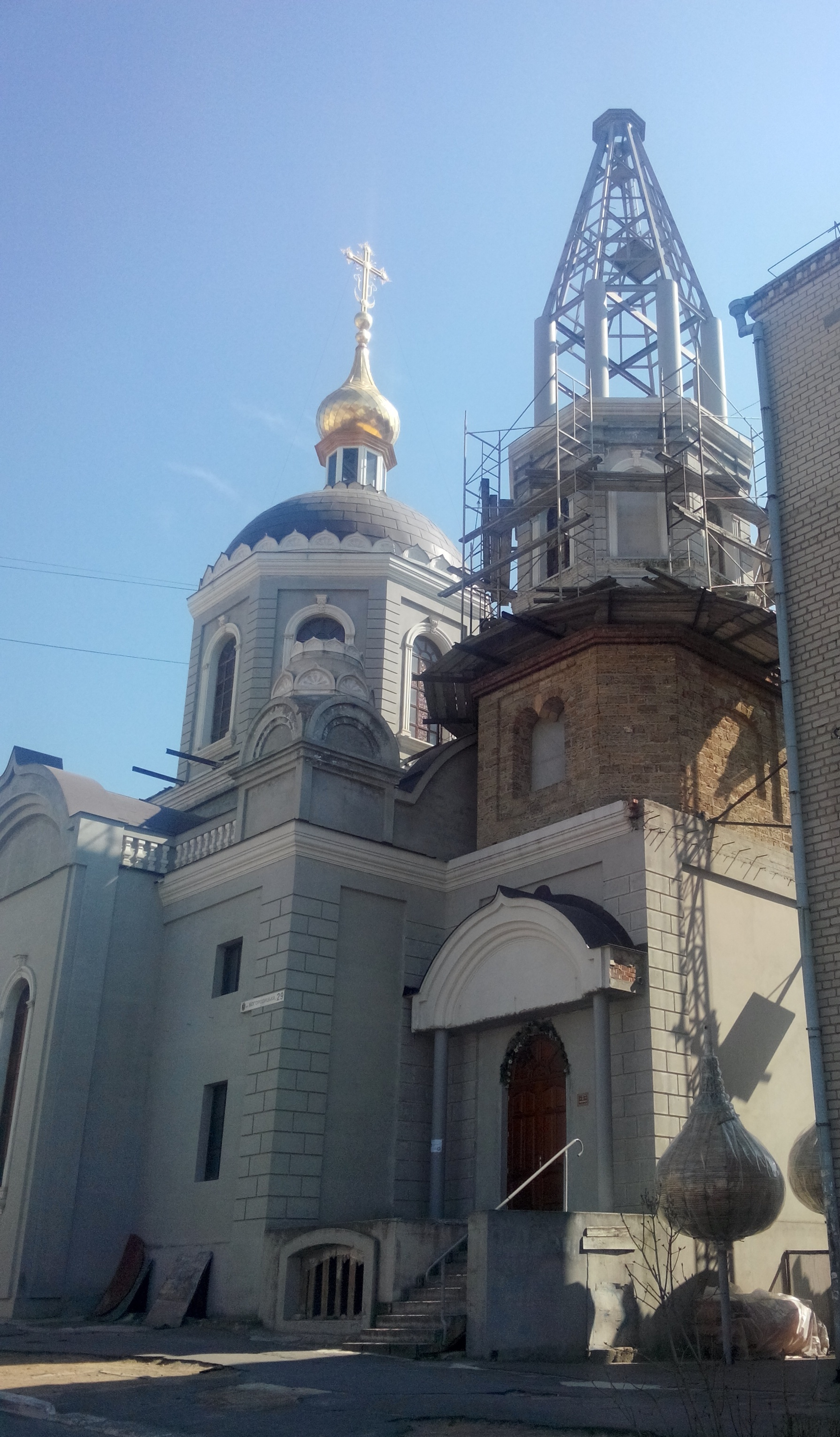
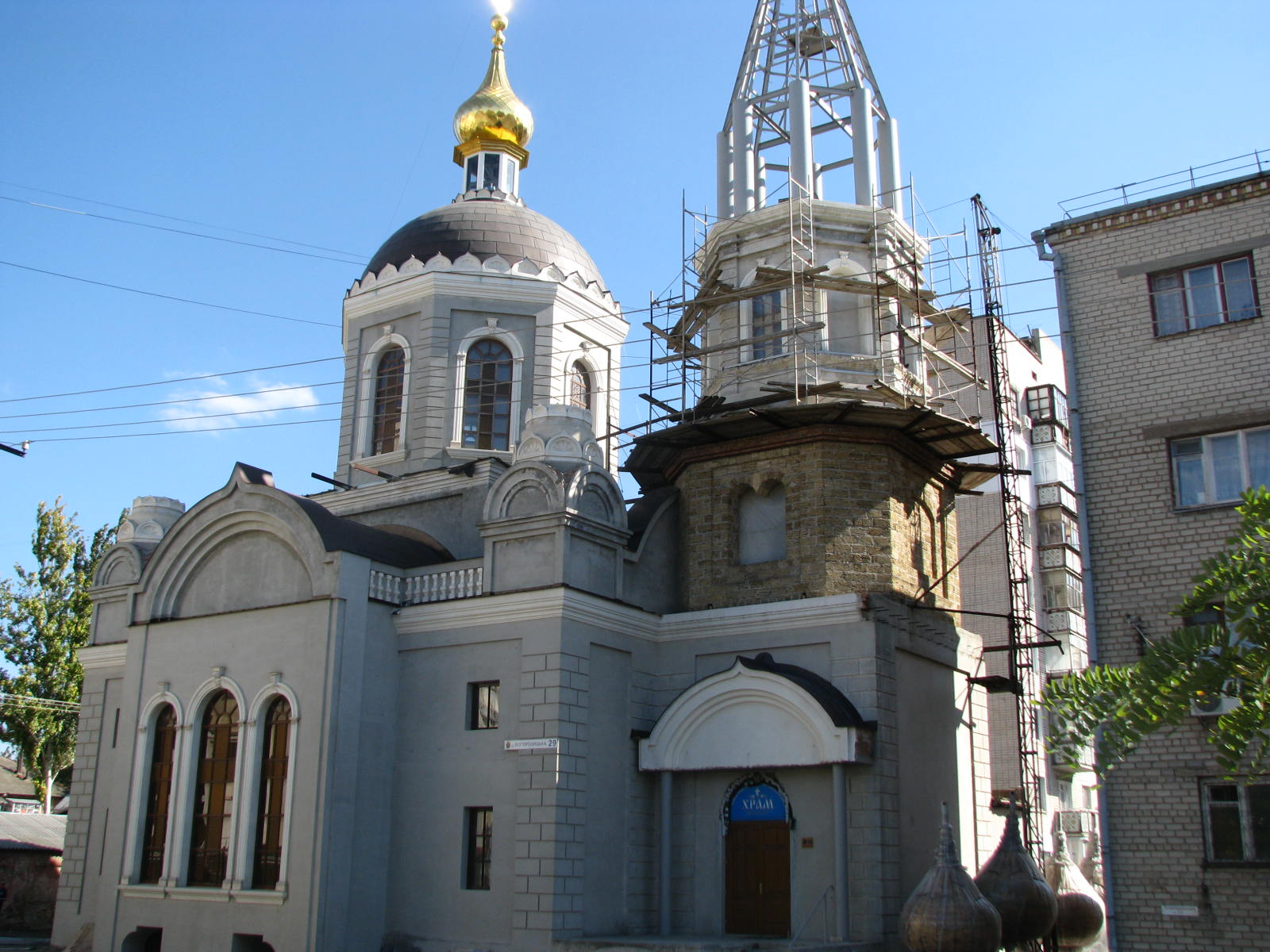